# Soldat Alexander Matróssov
Soldat Alexander Matróssov (rus: Рядовой Александр Матросов, Riadavoi Aleksandr Matróssov) és una pel·lícula bèl·lica soviètica dirigida per Leonid Lúkov el 1947.
El 1949, fon la primera pel·lícula a doblar-se al mandarí en la República Popular de la Xina, amb el títol Putong yibing: Mateluosuofu. Juntament amb Les aventures de Sanmao, fon una de les pel·lícules més populars a la Xina de principis de la dècada del 1950, amb dues adaptacions literàries.
Narra la història del soldat Aleksandr Matróssov, mort durant la Segona Guerra Mundial en un atac contra les posicions alemanyes.